# Unterstützungsmission der Vereinten Nationen in Osttimor

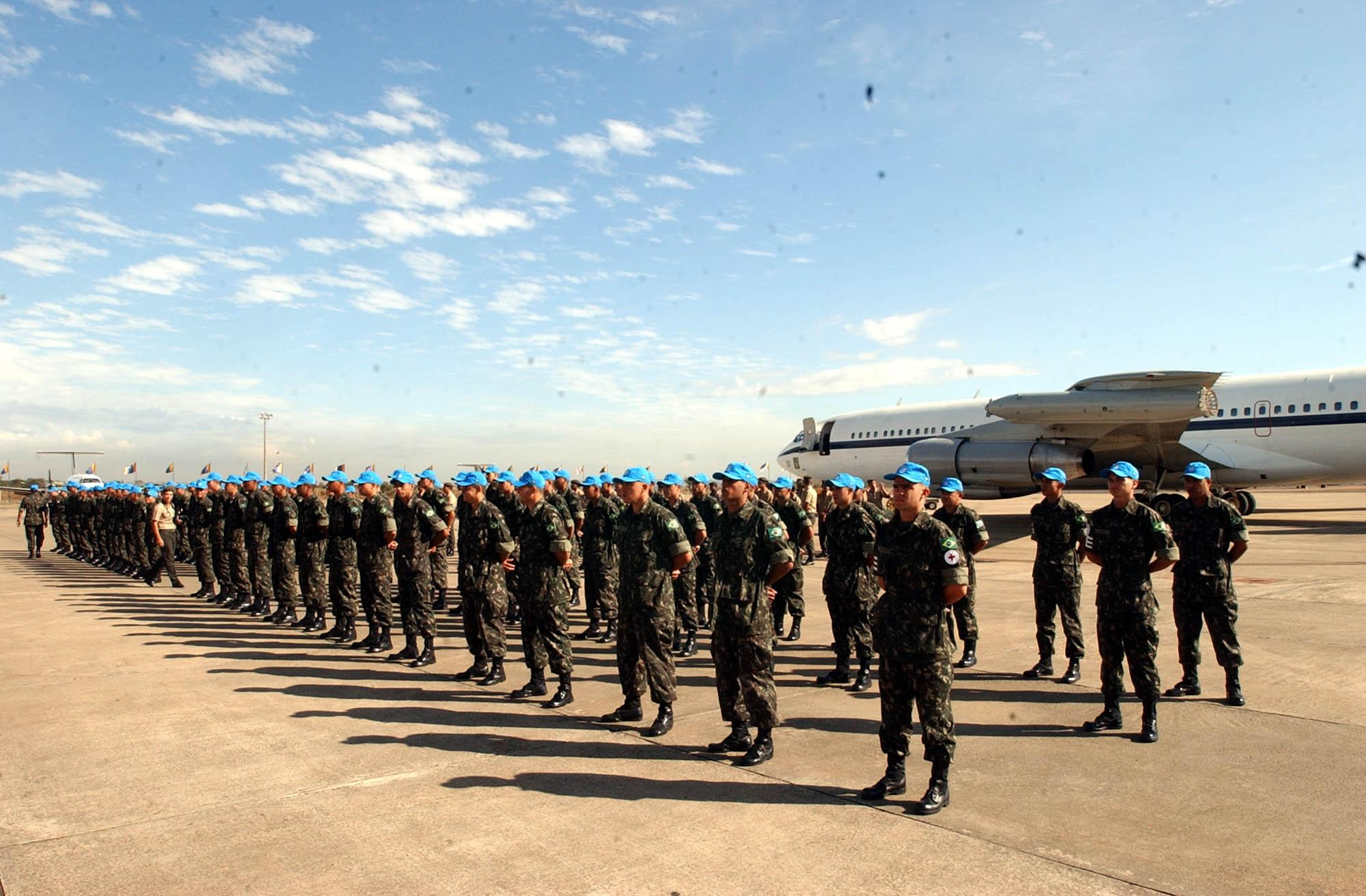
Brasilianische UN-Soldaten vor dem Abflug nach Osttimor (2004)

Die Unterstützungsmission der Vereinten Nationen in Osttimor, kurz UNMISET (von engl. United Nations Mission of Support in East Timor) war die Nachfolgemission von UNTAET mit dem Ziel, eine politische Stabilität der noch jungen Demokratie in Osttimor zu erreichen. Hierfür sind der Aufbau administrativer Strukturen, die Durchführung der Gesetzesvorschriften sowie Aufrechterhaltung der öffentlichen Sicherheit vorgesehen. Grundlage ist die UN-Resolution 1410 vom 17. Mai 2002. Am 14. Mai 2004 wurde mit der Resolution 1543 das Mandat um ein weiteres Jahr verlängert, welches am 20. Mai 2005 mit der Amtsübergabe an Präsident Xanana Gusmão endete. Bis 2006 waren im Büro der Vereinten Nationen in Osttimor (UNOTIL) etwa 90 vorwiegend zivile Helfer beratend tätig.
Der Inder Kamalesh Sharma leitete die Mission von Mai 2002 bis Mai 2004. Dann übernahm sein bisheriger Stellvertreter, der Japaner Sukehiro Hasegawa. Militärische Kommandanten waren Generalleutnant Winai Phattiyakul (Thailand, Mai 2002 bis August 2002), Generalmajor Huck Gim Tan (Singapur, August 2002 bis August 2003) und Generalleutnant Khairuddin Mat Yusof (Malaysia, August 2003 bis Mai 2005).
Die Resolution 1410 ließ eine Personalstärke von 5.000 Mann militärisches Personal, inklusive 120 Militärbeobachtern, 1.250 zivilen Polizisten, 455 ausländisches Zivilpersonal, 100 Experten der zivilen Unterstützungsgruppe, 241 UN-Freiwillige und 977 einheimische Mitarbeiter zu. Resolution 1543 nannte als Obergrenze 477 Mann militärisches Personal, inklusive 125 Mann einer internationalen Eingreiftruppe und 42 Verbindungsoffiziere und 157 zivile Polizisten. Bei dem 565.497.900 US-Dollar teuren Einsatz kamen elf UN-Soldaten, zwei Militärbeobachter, zwei internationale und vier lokale Mitarbeiter und zwei weitere Personen ums Leben.
Soldaten und Polizisten kamen aus Ägypten, Argentinien, Australien, Bangladesch, Benin, Bolivien, Bosnien und Herzegowina, Brasilien, Bulgarien, Chile, China, Dänemark, Fidschi, Gambia, Ghana, Irland, Japan, Jordanien, Kanada, Kenia, Kroatien, Malaysia, Mosambik, Namibia, Nepal, Neuseeland, Niger, Nigeria, Norwegen, Österreich, Pakistan, Peru, Philippinen, Portugal, Russland, Sambia, Samoa, Schweden, Senegal, Serbien und Montenegro, Simbabwe, Singapur, Slowakei, Slowenien, Spanien, Sri Lanka, Südkorea, Thailand, Türkei, Ukraine, Uruguay, Vanuatu, dem Vereinigten Königreich und den Vereinigten Staaten.
Hauptkritikpunkt an der nachfolgenden Mission war, dass sie in erster Linie als logistische Unterstützung der verbleibenden Soldaten diente und sich weniger um die Ausbildung von Fachkräften bemühte, die dringend benötigt werden.